# موت التعويذة
موت التعويذة (بالإنجليزية: Voodoo death)‏ والمعروف أيضا بالموت النفسي المنشأ (بالإنجليزية: psychogenic death)‏ أو الموت النفس-جسدي (بالإنجليزية: psychosomatic death)‏ هو مصطلح صاغه والتر كانون في عام 1942، ويُمثل ظاهرة الموت المفاجئ بسبب صدمة عاطفية قوية، مثل الخوف.